# پاسکواله بینی
پاسکواله بینی (زاده ۲۱ ژوئن ۱۷۱۶ – درگذشته آوریل ۱۷۷۰)  ویولونیست و آهنگساز ایتالیایی بود.

## زندگی
بینی در سال ۱۷۱۶ در پسارو به دنیا آمد. خانواده او نوازنده و موسیقیدان بودند. او شاگرد مورد علاقه جوزپه تارتینی بود که در پانزده سالگی توسط کاردینال فابیو دلی آباتی اولیویری به او سپرده شد و سه یا چهار سال نزد تارتینی در پادوآ تحصیل کرد.
او هنگام نقل مکان به رم، تحت حمایت کاردینال اولیوری، ویولن‌نوازان را با اجرای خود شگفت‌زده کرد، به‌ویژه آنتونیو مونتاناری، نوازنده اصلی ویولن آن زمان در رم.
بینی در سال ۱۷۳۸ به رم بازگشت. کاردینال اولیوری در آن سال درگذشت. حامی دوم او، کاردینال ترویانو آکواویوا دآراگونا، نیز در سال ۱۷۴۷ درگذشت و او به پسارو بازگشت.
او در سال ۱۷۵۴ به عنوان مدیر کنسرت و آهنگساز مجلسی به دربار چارلز یوجین، دوک وورتمبرگ منصوب شد. او بعداً به پسارو بازگشت، جایی که در سال ۱۷۷۰ درگذشت.  